# 宝成寺麻曷葛剌造像
30°14′11″N 120°09′45″E / 30.23639°N 120.16250°E
宝成寺麻曷葛剌造像位于中国浙江省杭州市上城区吴山东南麓宝成寺内，2001年被列为第五批全国重点文物保护单位。
宝成寺始建于吴越国，麻曷葛剌造像开凿于元至治二年（1322年）。麻曷葛剌是藏传佛教“大黑天”的梵文音译，元代被祀为军神。此处是中国唯一有明确纪年的麻曷葛剌造像。造像共一铺三尊，中为麻曷葛剌，左右分别为胁侍文殊与普贤。龛北侧壁上有汉文题记。